# Đồng tiền của bà góa
Đồng tiền của bà góa là một câu chuyện được tường thuật trong Phúc âm Nhất lãm (Máccô 12:41-44 và Luca 21:1-4). Theo đó, Chúa Giêsu đang giảng dạy tại Đền thờ Jerusalem thì chứng kiến một bà góa nghèo dâng cúng hai đồng tiền kẽm vào hòm công đức, trong khi những người giàu có thì bỏ rất nhiều tiền. 

## Luận giải
Phúc âm Máccô cho biết: hai đồng kẽm (tiếng Hy Lạp: lepton, số nhiều lepta) hợp thành một quadrans là giá trị 1/4 đồng xu, là đơn vị tiền nhỏ nhất của La Mã. Khi lưu hành ở Palestine, một lepton trị giá khoảng sáu phút làm công theo lương trung bình mỗi ngày.
Khi quan sát những người giàu có đóng góp công đức, Chúa Giêsu nhấn mạnh việc một bà góa nghèo chỉ dâng hai đồng kẽm. Ông biết số tiền này tuy nhỏ nhất nhưng là tất cả những gì bà góa đã có, trong khi những người khác chỉ cho một phần rất nhỏ trong sự tài sản của riêng mình. Qua đó, Giêsu diễn giải với các môn đệ rằng sự hy sinh của bà góa quý giá hơn những người giàu, do đó, với cách nhìn của Thiên Chúa thì bà là người dâng cúng nhiều hơn cả. Tiêu chuẩn đánh giá của Giêsu dường như đại diện cho tiêu chuẩn của Thiên Chúa, đó là, không phải qua số lượng tiền mà là tính cách toàn thể của những gì được dâng và tương quan của những gì được dâng đối với người dâng cúng. Giêsu nói rằng, bà đã "bỏ vào đó tất cả tài sản, tất cả những gì bà có để nuôi sống mình" như là cách ám chỉ việc tích trữ kho tàng trên trời, luận điểm mà ông có đề cập trong một số dụ ngôn giảng đạo. Ngoài ra, ông cũng chỉ trích giới lãnh đạo Do Thái giáo đã đạo đức giả trong cách hành xử dâng cúng công đức của mình nhằm tìm kiếm sự tôn trọng từ người dân.